# Julius Blum (Bankier)
Julius Blum, auch Julius Blum Pascha (geboren 19. Juli 1843 in Pest, Kaisertum Österreich; gestorben 17. November 1919 in Wien), war ein österreichischer Bankier.

Julius Blum (ohne Quelle)

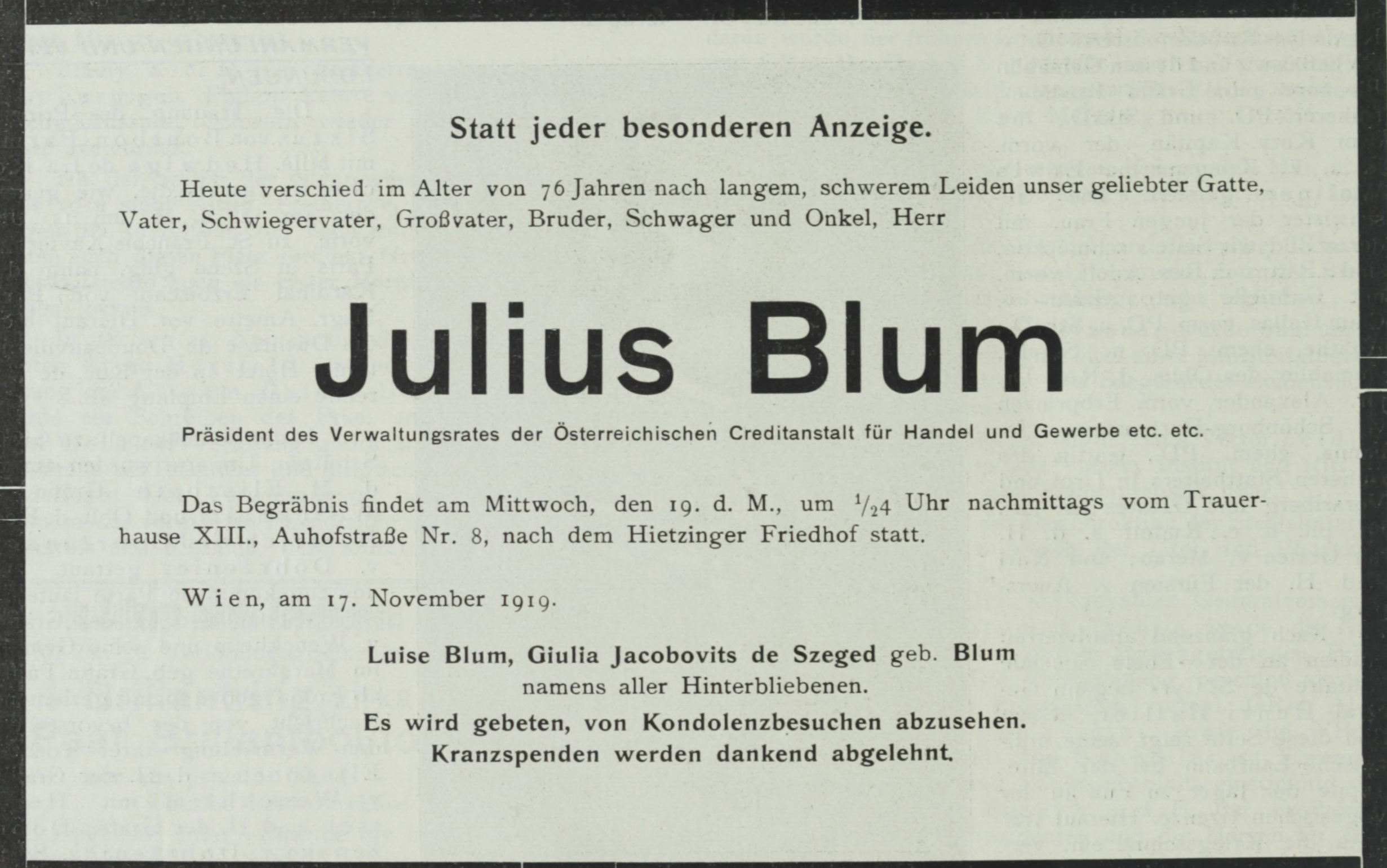
Todesanzeige

## Leben
Julius Blum lernte das Bankfach als Volontär in der Filiale der Creditanstalt für Handel und Gewerbe (CA) im österreichischen Triest. Er wurde in die Bankfiliale in Ägypten versetzt und  1869 zum Direktor der CA-Tochter Austro-Egyptian-Bank befördert. Er wechselte 1877 in den ägyptischen Staatsdienst und wurde Staatssekretär für Finanzen, 1879 Finanzminister. Er blieb dies auch nach der britischen Besetzung des Landes 1882. Blum erhielt 1878 den Titel Pascha. 1890 ging er zurück nach Europa und wurde Vorstandsmitglied der Creditanstalt an deren Hauptsitz in Wien. Im Jahr 1910 wurde er Vizepräsident und 1913 Präsident der CA.
Aufgrund seiner hohen beruflichen Position wurde er mit Orden und Ehrenzeichen überhäuft, darunter Knight Commander des Order of the Bath (K.C.B.), Companion des Order of St Michael and St George (C.M.G.), Kommandeur der Ehrenlegion, Großkomtur des Ordens der Krone von Italien, Ritter des Roten Adlerordens (Preußen).   
Er war mit Louise Blum verheiratet, sie hatten eine Tochter. 